# Орте
О́рте (итал. Orte) — коммуна в Италии, располагается в регионе Лацио, подчиняется административному центру Витербо.
Население составляет 8237 человек (на 2004 г.), плотность населения составляет 110,9 чел./км². Занимает площадь 70,16 км². Почтовый индекс — 01028. Телефонный код — 0761.
Покровителем коммуны почитается святой Эгидий. Праздник ежегодно празднуется 1 сентября.